# Arthur Lapworth
Arthur Lapworth (* 10. Oktober 1872 in Galashiels, Scottish Borders, Schottland; † 5. April 1941) war ein britischer Chemiker.

## Leben
Nach dem Schulbesuch studierte der Sohn des Geologen Charles Lapworth an der University of Birmingham sowie dem City and Guilds College London, wo er Mitarbeiter von Henry Edward Armstrong war. Bei anschließenden Tätigkeiten an der School of Pharmacy der Universität London sowie am Goldsmiths’ Technical and Recreative Institute legte er bereits 1903 eine grundlegende Arbeit zur Synthese von α-Hydroxyketonen aus aromatischen Aldehyden vor und damit zur Benzoin-Addition.
1913 nahm er den Ruf auf eine Professur für Organische Chemie an der University of Manchester an.
Dort wurde er 1922 Professor für Anorganische Chemie und Physikalische Chemie und wurde dabei zu einem der Begründer der Physikalischen Organischen Chemie, dem Schnittgebiet von physikalischer und organischer Chemie. Durch seine Arbeiten beeinflusste er die Lehren und Forschungen von Robert Robinson und Christopher Kelk Ingold über die Reaktionsmechanismen in der organischen Chemie.
Er entwickelte auch eine Reihe von wichtigen Ideen auf dem Gebiet der Säure-Base-Katalyse und betonte die Rolle der Protonen.
Lapworth wurde schließlich 1931 wegen seiner herausragenden Forschungen auf dem Gebiet der organischen Chemie mit der Davy-Medaille der Royal Society die höchste britische Auszeichnung für Wissenschaftler auf dem Gebiet der Chemie verliehen.
Dass William Henry Perkin junior, Frederic Stanley Kipping und Arthur Lapworth Schwestern heirateten (Perkin Mina Holland, Kipping Lilian und Lapworth Kathleen Holland, die jüngste Schwester) ist Gegenstand eines romanhaften Buchs von Eugene G. Rochow. Lapworth war in London zeitweise Assistent von Kipping.

## Quelle
- Chambers Biographical Dictionary, Edinburgh 2002, ISBN 0-550-10051-2, S. 891